# Kadiria
 (septembre 2011).
Kadiria, (anciennement connue sous le nom d'Ain Oum El Alegue et Thiers pendant la colonisation française), est une commune algérienne située dans la wilaya de Bouira, en Kabylie.
Elle est le chef-lieu de la Daïra du même nom.

## Géographie

### Situation
La vallée inférieure de l'Isser, traversant la ville, est bordée de villages récemment établis au milieu de terres fertiles. Le long de l'oued Isser à Kadiria, notamment à Ziraoua, Boulerbah, Oualbane, Kerfala, Ouled Assem, et Lahguia, ainsi qu'à Kadiria même.
La plupart de ces régions sont reliées à la ville par des ponts, dont le pont Mzaouche, qui joue un rôle crucial dans l'économie locale et diverses activités. Ce pont, datant de plus d'un siècle, a été construit à l'époque coloniale.
| Ammal (Wilaya de Boumerdes) | Chabet El Ameur (Wilaya de Boumerdes) | Tizi Ghenif (Wilaya de Tizi Ouzou) |
| Lakhdaria                   | Kadiria                               | Aomar                              |
| Maala                       | El Mokrani et Souk El Khemis          | Djebahia et Aomar                  |

### Toponymie
Le nom de Kadiria a été donné à la localité en l'honneur d'un résistant à la conquête française de l'Algérie, de la tribu locale des Béni Khelfoun, Abdelkader.
La localité portait auparavant le nom de Aïn Oum El Alleg, signifiant littéralement « source de celle qui est suspendue », à lire « source du lierre », avant d'être rebaptisée Thiers lors de la colonisation française,, du nom du président français de la IIIe République[réf. nécessaire].

### Réseaux de communication
La route nationale 5, reliant Alger à Constantine, traverse Kadiria. La ville est également desservie par la nouvelle Autoroute Est-Ouest et par la ligne ferroviaire Alger-Annaba.

## Architecture et urbanisme

### Villages de la commune
- Oualbane
- Tala Oughanime
- Ouled Amara
- Cheurfa
- Ghedioua
- Ouled Lalem
- Oualbane
- Ziraoua
- Slala
- Ghabet Essbaà
- Beni Maaned
- Bouyaghyal
- El Guettar
- Beni Fouda
- Beni Ferha
- Kerfala
- Oueld Assem
- Ouled Belfoudhil
- El Guerarich
- El Morhania
- Ouled Boulaaress
- El Aouaouda
- Djiber

### Urbanisme
Les principales cités et quartiers de la ville sont :
- Cité 110 logements
- Cité El Badr
- Cité El Boustania
- Cité 90 logements
- Cité 215 logements dite (le lotissement)
- Cité 24 février
- Le quartier de Slala
- Cité nouvelle (ex la SAS)
- Le quartier de la gare
- Cité 150 logements
- Quartier de la Caper ou El Morhania
- Cite 100 logements
- Centre-Ville de Kadiria
- Cite - EL-HOURIA

### Éducation
La ville de Kadiria dispose de plusieurs écoles primaires. Elle dispose également de 3 collèges, et 2 lycées. La commune dispose aussi d'un centre de formation, un hôpital, un centre culturel, trois mosquées et une salle omnisports. La ville dispose d'une équipe de handball réputée (elle évolue dans la division régionale 2).

## Économie

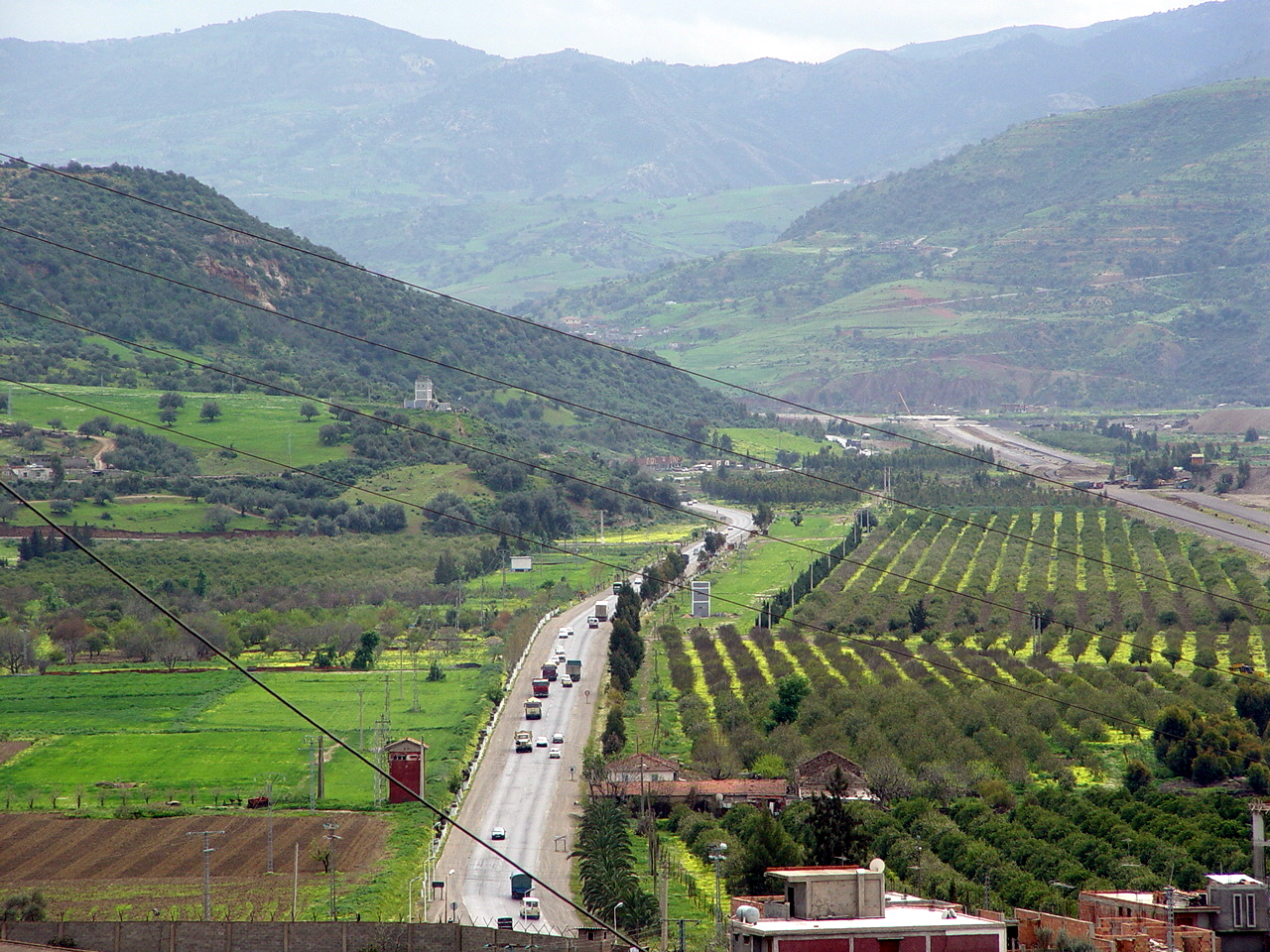
Les orangers d'El Morhania

Ville rurale et à vocation agricole (oliviers, fruits et légumes, élevage, commerce, artisanat), la commune ne dispose pas d'assez de ressources pour assurer son développement. Toutefois, la proximité de la zone industrielle et de la capitale (Alger) facilite l'accès au travail des populations locales. La commune dispose d'une usine de bois et d'une usine d'eau minérale, située à Ben Haroun, d'un centre commercial et d'un marché hebdomadaire.

## Religion
L'islam 

## Démographie
| Année | Population  |
| ----- | ----------- |
| 2002  | 17 923 hab. |
| 2008  | 22 327 hab. |

## Économie

### Huileries et huile d'olive
La campagne autour de Kadiria comporte beaucoup d'oliveraies.[réf. nécessaire]

### Pins et lièges
À Kadiria, les chênes-lièges se situent en majorité à Aït Khelfoun (Béni Khalfoun), Ghedioua, Talaoughanim et Nezlioua. Ils furent plantés par l’administration coloniale pour la fabrication de bouchons, qui étaient exportés en France métropolitaine,.

### Figue de barbarie
La figue de Barbarie est présente dans toute la région de Kadiria, qui l'exporte dans les régions avoisinantes.[réf. nécessaire]

### Artisanat
L’artisanat tient une place prépondérante dans la culture de la région. Le village d'Aït Khalfoun (Béni Khalfoun) est réputé pour ses poteries en terre cuite, et la plupart des autres villages confectionnent des tapis traditionnels et divers autres objets artisanaux (bijoux, serviettes, tapisseries...).[réf. nécessaire]